# Enzo Reale
Enzo Reale (ur. 7 października 1991 w Vénissieux) – francuski piłkarz  występujący na pozycji pomocnika

## Kariera klubowa
| Sezon   | Klub               | Kraj    | Rozgrywki | Mecze | Bramki | Rozgrywki Europy   | Mecze | Bramki |
| ------- | ------------------ | ------- | --------- | ----- | ------ | ------------------ | ----- | ------ |
| 2011/12 | Olympique Lyon     | Francja | Ligue 1   | 1     | 0      | Liga Mistrzów UEFA | 0     | 0      |
| 2011/12 | US Boulogne (wyp.) | Francja | Ligue 2   | 26    | 6      | -                  | -     | -      |
| 2012/13 | FC Lorient         | Francja | Ligue 1   | 20    | 1      | -                  | -     | -      |
| 2013/14 | FC Lorient         | Francja | Ligue 1   | 2     | 0      | -                  | -     | -      |
| 2014/15 | FC Lorient         | Francja | Ligue 1   | 0     | 0      | -                  | -     | -      |
| 2014/15 | AC Arles-Avignon   | Francja | Ligue 2   | 9     | 0      | -                  | -     | -      |
| 2015/16 | Clermont Foot      | Francja | Ligue 2   | 16    | 1      | -                  | -     | -      |

Stan na: koniec sezonu 2015/2016.

## Kariera reprezentacja
Ma za sobą występy w młodzieżowych reprezentacjach Francji, brał między innymi udział w Mistrzostwach Europy U-17 2008. Młodzieżowy mistrz Europy z Mistrzostw Europy U-19 2010.